# Gustav Adolpf Roger von Piekartz
Gustav Adolpf Roger von Piekartz/Pickartz (Vriezenveen, 10 juni 1900 – 14 augustus 1972) was een Nederlands policitus van de KVP.
Hij werd geboren als zoon van Johan Hendrik von Piekartz (1874-1952; bierhandelaar) en Hermina Geertruida Olijmulder (1871-1950).  Hij was betrokken bij de Raad van Arbeid in Deventer en Zwolle. In 1946 kwam hij in de gemeenteraad van Zwolle. Vanaf 1946 was Von Piekartz twintig jaar lid van de Provinciale Staten van Overijssel en van 1954 tot 1966 was hij daar lid van de Gedeputeerde Staten. Vanaf eind 1966 was hij nog enige tijd waarnemend burgemeester van Borne. Von Piekartz overleed in 1972 op 72-jarige leeftijd.
Hij was ridder in de Orde van de Nederlandse Leeuw. Zijn naam werd soms geschreven als 'G.A.R. von Pickartz' maar pas in 1993 is de geslachtsnaam officieel veranderd in 'Von Pickartz'.